# Балтийское Поморье
Балти́йское Помо́рье (польск. Pomorze, кашубск. Pòmòrskô, поморск. Pòmòrzé) — историческая область на южном побережье Балтийского моря, примерно соответствующая нескольким северным воеводствам Польши (пол. Pomorze; ср. БСЭ — «Поморье» (назв. прибалт. части ПНР)) и прибалтийским землям Германии (нем. и швед. Pommern, идентифицируемым на русском языке как Померания).
Для западнославянского читателя «Поморье» (пол. Pomorze) не требует уточнения «балтийское», так как этот термин однозначно связан с историческим регионом расселения. В русском же языке употребление термина «Поморье» применительно к побережью Балтики требует обязательного уточнения «балтийское» во избежание смешения с другими поморьями, фигурирующими в истории России — в том числе с Северным Поморьем.
На востоке граничит с Прибалтикой, которая вместе с Поморьем (балтийским) представляет собой две крупные области, различаемые на побережье Балтики.
Наиболее ранний из известных манускриптов, где топоним «Поморье» фигурирует в производном от славянского написании Bomeranorum, датируется 1046 годом. Там же упоминается и первое известное имя князя поморян — Земузил (Симысл): пол. przed oblicze cesarza w Merserburgu stawia się książę Zemuzil (Siemyśl) z Bomeranorum (Pomorze)».

## Сравнительная этимология термина «Поморье»
Поморье в современном русском языке — «область, местность, примыкающая к морскому берегу», «страна по берегу моря». Словарь Ушакова приводит примеры: «Северное поморье, Балтийское поморье». Энциклопедия Брокгауза и Ефрона подчёркивает славянские корни этого топонима, связывая его с историей расселения славянских племён:

…на славянских языках это слово применяется обыкновенно лишь к таким берегам, которые давно заселены славянами, занимающимися мореходством и морскими промыслами…— Поморье// Энциклопедический словарь Брокгауза и Ефрона
Разные группы славян осваивали побережья различных морей. В цитированой выше статье

…слово «Поморье» означает только три береговых полосы, а именно, идя с севера на юг:
1. Поморский берег Белого моря, издавна занятый новгородскими колониями.
2. Поморье в южной части Балтийского моря — нынешняя Померания…
3. Поморье Адриатическое — северная часть восточного берега Адриатики, в Истрии, Хорватии и Далмации…— Поморье// Энциклопедический словарь Брокгауза и Ефрона

слово «три» должно относиться к числу основных групп славян, для которых приведены примеры: соответственно, восточные, западные и южные. Но одновременно с этим словосочетание «Восточное Поморье» (пол. Pomorze Wschodnie) будет означать совсем иную область в польском терминологическом ряде. Далее, внутри русского топонимического ряда «Северное Поморье» может означать разные области: «1) …по берегу моря от норвежской границы до Архангельска и дальше до Сибири; 2) …от устья реки Онеги до Кандалакши (Подв)».
Таким образом, имеющие здесь место неоднозначности не допускают прямого перевода «поморских» топонимов с одного языка на другой, требуя дополнительных пояснений относительно некоторых терминов. Для сопоставления западноевропейской и славянской топонимики приводим таблицу:
|                                                | ← К западу | славянск. Балтийское поморье, зап.-европ. Померания                                                                                                  | славянск. Балтийское поморье, зап.-европ. Померания                                                                                                  | славянск. Балтийское поморье, зап.-европ. Померания                                                                                                  | славянск. Балтийское поморье, зап.-европ. Померания                                                                                                  | славянск. Балтийское поморье, зап.-европ. Померания                                                                                                  | славянск. Балтийское поморье, зап.-европ. Померания                                                                                                  | славянск. Балтийское поморье, зап.-европ. Померания                                                                                                  | славянск. Балтийское поморье, зап.-европ. Померания                                                                             | славянск. Балтийское поморье, зап.-европ. Померания                                                                             | славянск. Балтийское поморье, зап.-европ. Померания                                                                             | славянск. Балтийское поморье, зап.-европ. Померания                                                                             | К востоку → |
| Штральзунд Strzałów Стрелово                   | | Анклам Nakło Накелец | | Щецин Stettin Щетено | | Колобжег Kolberg Колобрег | | Слупск Stolp Столп | | Гдыня Gdingen Gdiniô | | Гданьск Danzig | |
| Текущий статус                                 | Передняя Померания Vorpommern (Мекленбург-Передняя Померания)                                                                                        | Передняя Померания Vorpommern (Мекленбург-Передняя Померания)                                                                                        | Передняя Померания Vorpommern (Мекленбург-Передняя Померания)                                                                                        | Передняя Померания Vorpommern (Мекленбург-Передняя Померания)                                                                                        | Западно-Поморское в-во Zachodniopomorskie Woiwodschaft Westpommern                                                                                   | Западно-Поморское в-во Zachodniopomorskie Woiwodschaft Westpommern                                                                                   | Западно-Поморское в-во Zachodniopomorskie Woiwodschaft Westpommern                                                                                   | Западно-Поморское в-во Zachodniopomorskie Woiwodschaft Westpommern                                                                                   | Поморское воеводство Восточное ПоморьеPomerelia                                                                                 | Поморское воеводство Восточное ПоморьеPomerelia                                                                                 | Поморское воеводство Восточное ПоморьеPomerelia                                                                                 | Поморское воеводство Восточное ПоморьеPomerelia                                                                                 | Поморское воеводство Восточное ПоморьеPomerelia                                                                                 |
| Германская терминология (в скобках английская) | Pommern (Pomerania) Померания | Pommern (Pomerania) Померания | Pommern (Pomerania) Померания | Pommern (Pomerania) Померания | Pommern (Pomerania) Померания | Pommern (Pomerania) Померания | Pommern (Pomerania) Померания | Pommern (Pomerania) Померания | Pommern (Pomerania) Померания                                                                                                   | Pomerellen, Pommerellen (Pomerelia) Kaschubei (Kashubia)                                                                        | Pomerellen, Pommerellen (Pomerelia) Kaschubei (Kashubia)                                                                        | Pomerellen, Pommerellen (Pomerelia) Kaschubei (Kashubia)                                                                        | Pomerellen, Pommerellen (Pomerelia) Kaschubei (Kashubia)                                                                        |
| Германская терминология (в скобках английская) | Vorpommern соврем. — без Щецина (Western Pomerania (Hither/Upper Pomerania)                                                                          | Vorpommern соврем. — без Щецина (Western Pomerania (Hither/Upper Pomerania)                                                                          | Vorpommern соврем. — без Щецина (Western Pomerania (Hither/Upper Pomerania)                                                                          | Vorpommern соврем. — без Щецина (Western Pomerania (Hither/Upper Pomerania)                                                                          | Vorpommern соврем. — без Щецина (Western Pomerania (Hither/Upper Pomerania)                                                                          | Hinterpommern (Farther/Further Pomerania) Ostpommern (Eastern Pomerania)                                                                             | Hinterpommern (Farther/Further Pomerania) Ostpommern (Eastern Pomerania)                                                                             | Hinterpommern (Farther/Further Pomerania) Ostpommern (Eastern Pomerania)                                                                             | Hinterpommern (Farther/Further Pomerania) Ostpommern (Eastern Pomerania)                                                        | Pomerellen, Pommerellen (Pomerelia) Kaschubei (Kashubia)                                                                        | Pomerellen, Pommerellen (Pomerelia) Kaschubei (Kashubia)                                                                        | Pomerellen, Pommerellen (Pomerelia) Kaschubei (Kashubia)                                                                        | Pomerellen, Pommerellen (Pomerelia) Kaschubei (Kashubia)                                                                        |
| Польская терминология                          | Pomorze Zachodnie (Западное Поморье) историч. — включая Слупск Pomorze Szczecińskie (Щецинское Поморье) Pomorze Nadodrzańskie (Надодринское Поморье) | Pomorze Zachodnie (Западное Поморье) историч. — включая Слупск Pomorze Szczecińskie (Щецинское Поморье) Pomorze Nadodrzańskie (Надодринское Поморье) | Pomorze Zachodnie (Западное Поморье) историч. — включая Слупск Pomorze Szczecińskie (Щецинское Поморье) Pomorze Nadodrzańskie (Надодринское Поморье) | Pomorze Zachodnie (Западное Поморье) историч. — включая Слупск Pomorze Szczecińskie (Щецинское Поморье) Pomorze Nadodrzańskie (Надодринское Поморье) | Pomorze Zachodnie (Западное Поморье) историч. — включая Слупск Pomorze Szczecińskie (Щецинское Поморье) Pomorze Nadodrzańskie (Надодринское Поморье) | Pomorze Zachodnie (Западное Поморье) историч. — включая Слупск Pomorze Szczecińskie (Щецинское Поморье) Pomorze Nadodrzańskie (Надодринское Поморье) | Pomorze Zachodnie (Западное Поморье) историч. — включая Слупск Pomorze Szczecińskie (Щецинское Поморье) Pomorze Nadodrzańskie (Надодринское Поморье) | Pomorze Zachodnie (Западное Поморье) историч. — включая Слупск Pomorze Szczecińskie (Щецинское Поморье) Pomorze Nadodrzańskie (Надодринское Поморье) | Pomorze (Поморье, Pomerelia), историч. — без Слупска Pomorze Gdańskie (Гданьское Поморье) Pomorze Wschodnie (Восточное Поморье) | Pomorze (Поморье, Pomerelia), историч. — без Слупска Pomorze Gdańskie (Гданьское Поморье) Pomorze Wschodnie (Восточное Поморье) | Pomorze (Поморье, Pomerelia), историч. — без Слупска Pomorze Gdańskie (Гданьское Поморье) Pomorze Wschodnie (Восточное Поморье) | Pomorze (Поморье, Pomerelia), историч. — без Слупска Pomorze Gdańskie (Гданьское Поморье) Pomorze Wschodnie (Восточное Поморье) | Pomorze (Поморье, Pomerelia), историч. — без Слупска Pomorze Gdańskie (Гданьское Поморье) Pomorze Wschodnie (Восточное Поморье) |
| Польская терминология                          | Pomorze Przednie (Переднее/Верхнее Поморье) | Pomorze Przednie (Переднее/Верхнее Поморье) | Pomorze Przednie (Переднее/Верхнее Поморье) | Pomorze Przednie (Переднее/Верхнее Поморье) | | Pomorze Tylne (Заднее/Дальнее Поморье) | Pomorze Tylne (Заднее/Дальнее Поморье) | Pomorze Tylne (Заднее/Дальнее Поморье) | Pomorze (Поморье, Pomerelia), историч. — без Слупска Pomorze Gdańskie (Гданьское Поморье) Pomorze Wschodnie (Восточное Поморье) | Pomorze (Поморье, Pomerelia), историч. — без Слупска Pomorze Gdańskie (Гданьское Поморье) Pomorze Wschodnie (Восточное Поморье) | Pomorze (Поморье, Pomerelia), историч. — без Слупска Pomorze Gdańskie (Гданьское Поморье) Pomorze Wschodnie (Восточное Поморье) | Pomorze (Поморье, Pomerelia), историч. — без Слупска Pomorze Gdańskie (Гданьское Поморье) Pomorze Wschodnie (Восточное Поморье) | Pomorze (Поморье, Pomerelia), историч. — без Слупска Pomorze Gdańskie (Гданьское Поморье) Pomorze Wschodnie (Восточное Поморье) |
| Кашубская терминология                         | Zôpadnô Pòmòrskô (Западное Поморье) | Zôpadnô Pòmòrskô (Западное Поморье) | Zôpadnô Pòmòrskô (Западное Поморье) | Zôpadnô Pòmòrskô (Западное Поморье) | Zôpadnô Pòmòrskô (Западное Поморье) | Zôpadnô Pòmòrskô (Западное Поморье) | Zôpadnô Pòmòrskô (Западное Поморье) | Zôpadnô Pòmòrskô (Западное Поморье) | Pòrénkòwô Pòmòrskô (Восточное Поморье)                                                                                          | Pòrénkòwô Pòmòrskô (Восточное Поморье)                                                                                          | Pòrénkòwô Pòmòrskô (Восточное Поморье)                                                                                          | Pòrénkòwô Pòmòrskô (Восточное Поморье)                                                                                          | Pòrénkòwô Pòmòrskô (Восточное Поморье)                                                                                          |

## Поморье как историко-географический термин в Польше

Карта Западного Поморья, XVII век
Эйльхард Любин

Грифон в поморской геральдике (Польша)

Как единый топоним, охватывающий все исторические области расселения славян к западу от Прибалтики, Балтийское поморье в польской исторической географии рассматривается в составе:
в современной Польше: Западная Померания, остров Рюген, Щецинское побережье, Кошалинское побережье, Восточное (Гданьское) Поморье, Кашубское Поморье, Поморское поозёрье и Польская Крайна. От реки Рекниц на западе граница проходит по линии Варта — Нотець — Висла и Дрвенца на юге и юго-востоке. В современном административно-территориальном делении Польши это соответствует воеводствам:
- полностью — Западно-Поморскому, Поморскому и Куявско-Поморскому,
- частично (некоторые повяты) воеводств Великопольского и Любушского.

В более крупных единицах в польской части Поморья выделяют две основные области:
- Западное Поморье (пол. Pomorze Zachodnie)
- Восточное Поморье — также именуемое Гданьским (пол. Pomorze Gdańskie), или Надвислянским (пол. Pomorze Nadwiślańskie)

Кроме того, в составе Западного Поморья выделялись:
- Внутреннее Поморье (также Надодринское пол. Tylne или Nadodrzańskie) в составе княжества Щецинского (пол. księstwo szczecińskie)
- Переднее Поморье (пол. Przednie или Wołogoskie) в составе княжества wołogoskiego (пол. księstwo wołogoskie)
- Ругия или Руянское Поморье (пол. Rugia или Pomorze Rańskie) в составе княжества ру́гиев (руян).

Некоторые области Балтийского Поморья формально не соотносятся с историческими государственно-территориальными образованиями; например, земля лемберкско-бытувская (от Лемберк, пол. Lębork и Бытув, пол. Bytów). В составе Гданьского поморья здесь можно назвать Тухольские Боры, Кашубское Поморье, Кочевье и Поморскую Крайну — топонимы, за которыми стоят скорее историко-этнографические традиции, нежели исторически подтверждённый раздел территорий; кроме того, часть Тухольских боров накладывается на Кашубское Поморье — например, в пол. Zabory.
в современной Германии — это земли, соответствующие Померании в традиционном значении, принятом в Российской империи, СССР и Российской Федерации:
- в Переднем Поморье — это союзная земля Мекленбург — Передняя Померания полностью,
- в земле Бранденбург — города Шведт (Одер) и Гарц (Одер) с окрестностями, государственная принадлежность которых по окончании Второй мировой войны определена решениями Тегеранской, Ялтинской и Потсдамской конференций.

## Физическая география Поморья
В Поморье доминирует моренный ландшафт, которому присуще большое количество природных озёр. Реки Поморья принадлежат, в основном, бассейну Балтийского моря. В их числе выделяются:
- короткие, впадающие непосредственно в море — Парсента, Рега, Słupia, Леба и Пеене (нем. Peene; пол. Piana, Пиана);
- впадающие в большие, но мелководные прибрежные озёра, как, например, Лебское и Гардно.

На некоторых реках (в основном, на Слупе) организованы водохранилища, крупнейшие из которых — Конрадово и Глубокое. В энергетических целях также используются природные озёра — Квецко около Жидова и Жарновецкое, где построены гидроаккумулирующие электростанции.
Крупнейшие города Поморья — Гданьск, Щецин, Гдыня, Торунь, Кошалин, Слупск, Грудзёндз, Старгард-Щецинский и Штральзунд (пол. Strzałów).
Крупнейшие по обороту порты Поморья — Щецин (нем. Stettin), Свиноуйсьце (Свинемюнде, нем. Swinemünde), Гданьск (Данциг, нем. Danzig), Гдыня (нем. Gdingen), Полице, Колобжег (нем. Kolberg).

## Краткая история заселения Поморья

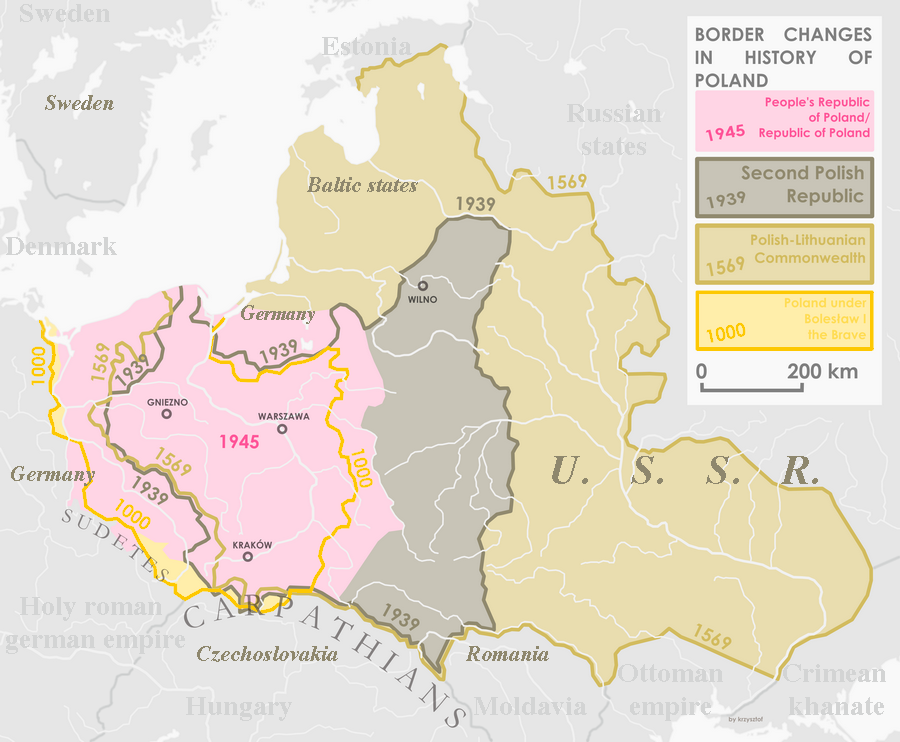

Археологические и лингвистические изыскания показывают, что к западу от Одры осели группы полабских славян — лютичи (пол. Wieleci, Wilcy, Lucice, Lutycy) и бодричи (ререги), а к востоку — группа кашубов. Последние селились в нижней части междуречья Одры и Вислы не компактной массой, а по долинам Одры, Плони, Ины, Пясницы и Слупы. Среди них были племена: Szczecinian с городищем в Щецине, Пыжичан (Pirissani) — по реке Плони, древане — по реке Ине и в верховьях Дравы с городищем в Старгарде; северяне пол. Siewierzanie — между Парсентой и Регой с городищами в Бялогарде, Колобжеге и Тшебятуве; волиняне — вдоль Дзивны с городищами в Камне-поморском и Волине.

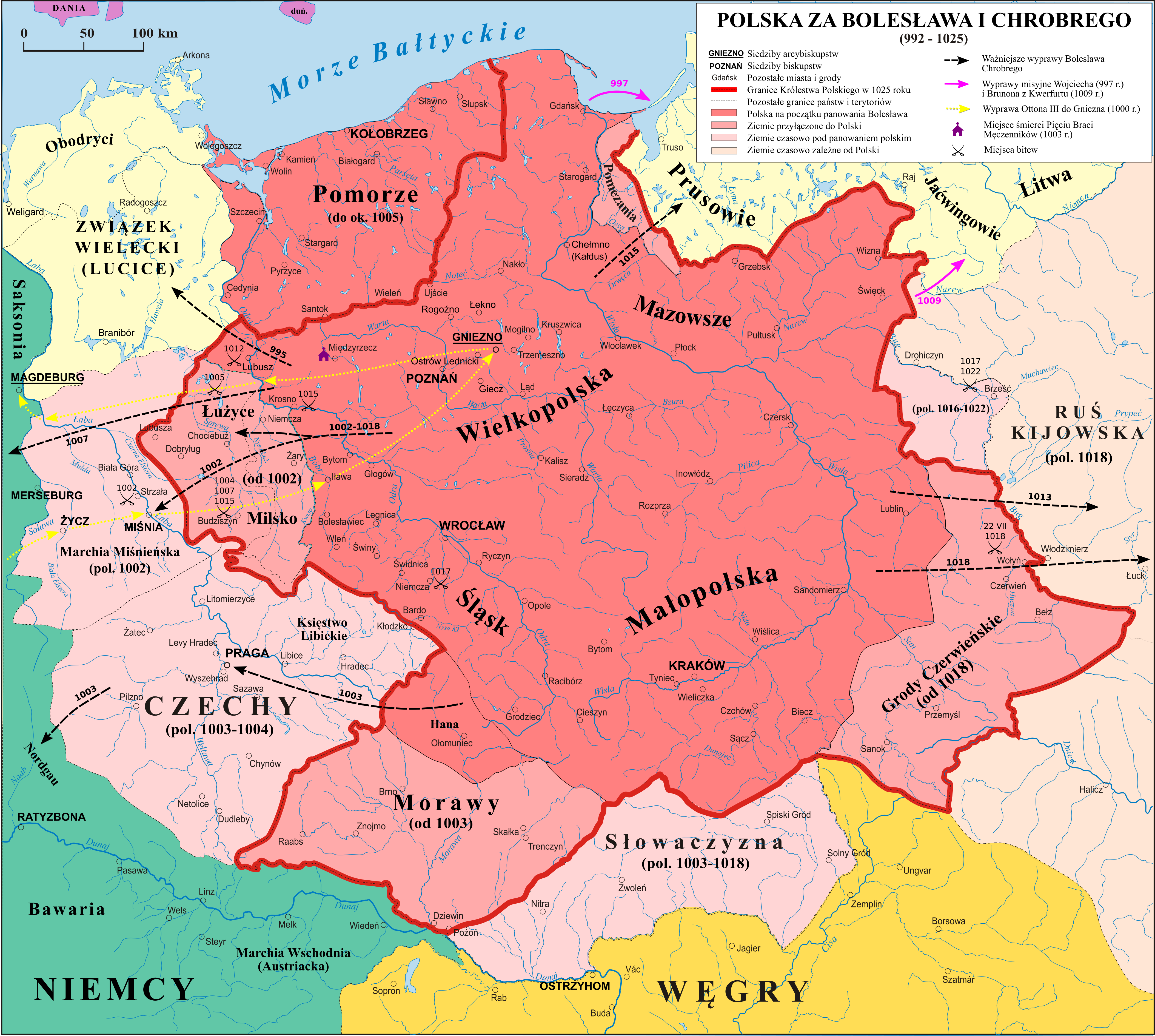
Карта Польши в 992—1025

Земли между устьями Вислы и Одры завоёвывались польскими князьями, но при каждом ослаблении центральной власти местное население принималось за восстановление своей независимости. Первым, кому удалось установить власть над всем Балтийским Поморьем между Вислой и Одером, был, как полагают, Мешко I (935—992). После него таких же результатов добивались Казимир I Восстановитель и Болеслав III Кривоустый (1085—1138).
Под натиском саксов в XIII веке заодринское Поморье (пол. Pomorze zaodrzańskie) поглощается Священной Римской империей. В эпоху феодальной раздробленности в Польше Балтийское Поморье становится практически независимым от центральной власти Империи, попадая под власть династии Грифичей (пол. Gryfici). Пределы их княжества вновь распространились в заодринском Поморье, но впоследствии и оно не миновало тенденции феодального раздробления, и в 1181 году оказалось в ленной зависимости от Империи. Усиление связей с Краковом в Гданьском Поморье, которое от местной династии перешло во владение Владислава Локотка. В 1308 году он неосмотрительно обратился к Тевтонскому ордену за помощью в борьбе против Бранденбурга. В результате рыцари захватили Гданьск и основали на этой территории собственное государство.

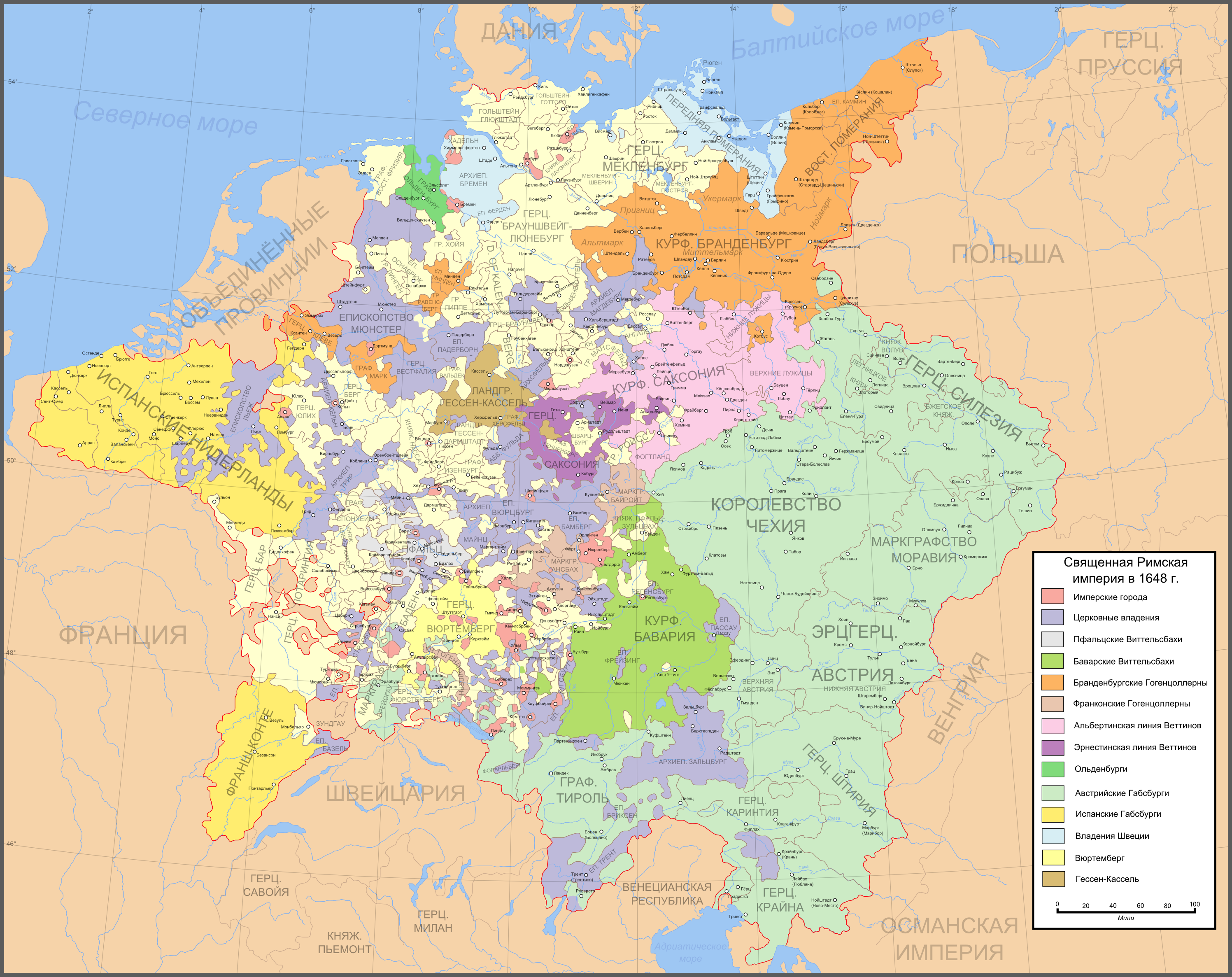
Священная Римская империя после Вестфальского мира

Под конец своей жизни последний из династии Пястов, король Казимир III Великий, пытался повторно объединить Поморье под одной короной, сделав своим наследником внука, Казимира IV, князя Слупского. По условиям Второго Торуньского мира в 1466 году Гданьское Поморье вернулось под власть королей Польши.

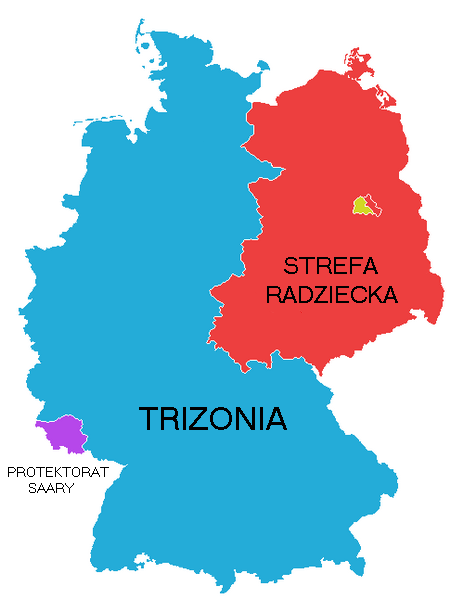
Зоны оккупации Германии в 1945 году (см. Тризония)

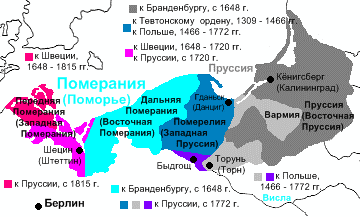
Померания, Западная и Восточная Пруссия

В 1637 году род Грифичей пресёкся. В 1648 году по Вестфальскому миру западная часть Балтийского поморья с Рюгеном и устьем Одры досталась Швеции. Часть Восточной Померании получило княжество Бранденбург-Пруссия, которое впоследствии отвоевало почти всю Шведскую Померанию. В 1720 году во владение Пруссии перешёл Щецин. Став столицей прусской провинции Померания (нем. Pommern), он оставался ею до 1945 года. Полный контроль над западной частью Балтийского поморья Пруссия получила в 1815 году по итогам Венского конгресса. Остатки Шведской Померании (Вольгаст, Грейфсвальд, Штральзунд и Рюген) вошли в состав провинции Мекленбург — Передняя Померания.

Поморский грифон в правом верхнем углу Большого герба Мекленбурга-Передней Померании

В 1808-16 годах в ходе административной реформы в Пруссии было создано 25 округов. В Западном Поморье (Померании) были созданы округа Штеттин (нем. Regierungsbezirk Stettin), Штральзунд и Кошалин. В 1932 году Штральзундский округ был включён в Штеттинский. В 1938 году на юге Западного Поморья был создан новый округ Шнайдемюль нем. Regierungsbezirk Schneidemühl, он же Пограничная марка Познань (Позен)-Западная Пруссия (нем. Grenzmark Posen-Westpreußen).
По окончании Второй мировой войны восточная часть Померании отошла Польше. Западная часть Западного поморья (пол. Zachodnia część Pomorza Zachodniego, Переднее поморье и часть Щецинского Поморья), входившая в советскую зону оккупации, была передана Германской Демократической республике; в настоящее время земля Мекленбург-Передняя Померания входит в состав ФРГ.

## Герб Западного поморья

Герб Западного Поморья в XV—XVII веках

После того, как при герцоге Богуславе X (1454—1523) все земли Поморья оказались под его властью, был создан Большой герб герцогства Поморского из девяти щитов. В последовательности слева направо, сверху вниз на нём представлены:
- герцогство Щецинское — в синем поле красный коронованный грифон и лев;
- герцогство Поморское (Слупское) — в серебряном поле красный грифон;
- герцогство Кашубское — в золотом поле чёрный грифон;
- герцогство Вендийское — в серебряном поле грифон, раскрашенный слева направо сверху вниз чередующимися полосами, тремя красными и тремя зелёными
- герцогство Руянское — два вертикальных пояса; в верхнем золотом поле чёрный коронованный полулев; в нижнем синем поле пять красных изломанных стропил;
- владение Узнам (пол. władztwo Uznam, (нем. Herschaft Usedom) — в красном поле серебряный полугрифон с рыбьим хвостом;
- земля Бардзская (пол. ziemi bardzkiej, (нем. Barth) — в золотом поле чёрный грифон с двумя серебряными перьями крыльев;
- графство Хоцковское (пол. hrabstwa choćkowskiego, (нем. Gutzkow) — в золотом поле две скрещённые палки с четырьмя красными розами по сторонам
- герцогство Волгастское (пол. księstwa wołogoskiego) — два вертикальных пояса; в верхнем красном поле серебряный полугрифон; в нижнем сине-золотая шахматная доска